# Brāhmasphuṭasiddhānta
Brāhmasphuṭasiddhānta (Doutrina de Brahma Corretamente Estabelecida) é a obra-prima do matemático indiano Brahmagupta, escrito c. 628. Contém grandes avanços em matemática, incluindo uma boa compreensão do zero, regras para manipular números positivos e negativos, um método para calcular raízes quadradas, métodos de resolução para equações lineares e algumas quadráticas e regras para o somatório de séries, a identidade de Brahmagupta e o teorema de Brahmagupta. O livro foi escrito inteiramente em versos.